# 田村寿二郎
田村寿二郎（たむら としじろう、1878年（明治11年）-　1924年（大正13年）7月24日）は、田村将軍と呼ばれた興行師田村成義の次男で、市村座の経営者。世間は成義を「大田村」、寿二郎を「小田村」と呼んだ。『車前子』を号した。（『車前子』はオオバコ。その紋所を好んだ。）

## 生涯
慶應義塾卒業後、父成義が東京毎日新聞にいた杉贋阿弥に頼んで、同社の配達部に採用されたが、脚気を病んでやめ、次の時事新報の記者も長続きしなかった。
成義のきつい目を逃れてアメリカへ渡り、サンフランシスコで3年、ニューヨークで5年足らず自活し、29歳の1907年暮に帰国した。
年下の岡村柿紅・吉井勇・久保田万太郎らと付き合った後、1911年（明治44年）暮、成義の市村座の名義人となり、興行師の道に入った。六代目尾上菊五郎と初代中村吉右衛門は、1908年に市村座入りしており、七代目坂東三津五郎・十三代目守田勘彌・六代目坂東彦三郎もいた。
大正時代には菊五郎・吉右衛門が競い合い、市村座の全盛期を迎えた（『菊吉時代』）。1915年に岡村柿紅を助言者に招いた。1918年に勘弥が去った。
1920年（大正9年）3月、市村座を株式会社とし、専務取締役になった。その11月、父成義が没して代表者となった。温厚な紳士と評され、松竹の大谷竹次郎・帝国劇場の山本久三郎・市村座の田村寿二郎が、東京の劇界の三頭目と言われるようになった。
1920年に彦三郎が、1921年には三津五郎と吉右衛門が、市村座を去った。
1923年9月、市村座は関東大震災で焼亡した。翌1924年5月にバラックの劇場を建てたが、高利の負債を抱え、直後の7月に没した。享年47。